# Lolo Arziki
Lolo Arziki (Isla de Maio, 5 de febrero de 1992) es una persona no binaria caboverdiana, cineasta y activista por los derechos LGBTQI +.

## Trayectoria
Lolo Arziki nació en la isla de Maio en Cabo Verde y se mudó a Portugal a los 13 años. Actualmente vive entre Portugal y Luxemburgo. Se graduó en cine en el Instituto Politécnico de Tomar y realizó un máster en Estética y Estudios Artísticos en la Facultad de Ciencias Sociales y Humanas de la Universidad Nueva de Lisboa.
Como persona feminista negra, desarrolla su trabajo explorando temas como la sexualidad humana, la negritud, el género y la experimentación estética. Arziki aborda estos temas en sus películas, y aboga por legislar la prohibición de la homofobia en Cabo Verde, país en que la homosexualidad dejó de ser un delito en 2004.
En 2016 se introdujo en la realización con la videoperformance “Relatos de Uma Rapariga Nada Púdica” en la que se retrata la experiencia íntima y personal de las mujeres, y su sexualidad en el contexto cultural caboverdiano como activista por los derechos LGBTI. Ese mismo año, dirigió el documental sobre turismo rural en Cabo Verde Homestay. En él, retrataba a mujeres cabezas de familia en la isla de Maio, que recibían en sus hogares turistas que buscaban un tipo diferente de turismo, y les relataban sus historias sobre la vida, las mujeres y los secretos de la isla.
En 2018, Arziki fue jurado en la 22.ª edición del Festival AVANCA: reuniones internacionales de cine, televisión, vídeo y multimedia. En 2019, solicitó la prohibición legal de la homofobia en Cabo Verde en una entrevista con la agencia caboverdiana de noticias, Inforpress.
También en 2019, sus documentales se exhibieron en el SESC Pompéia, un evento organizado por la Universidad de São Paulo, donde también intervino en varios debates. En 2020, Arziki participó en FESTLIPencontros, dentro del ámbito del Festival Internacional de Artes del Lenguaje Portugués (Festlip), en el debate “A voz feminina na língua portuguesa e em nossas sociedades”.

## Reconocimientos
En 2017, Arziki ganó el Prémio Revelação Nacional otorgado por el Plateau International Film Festival en Praia, la capital de Cabo Verde. Además, ese mismo año, se le nombró Estreia Mundial de Televisão en el Avanca Film Festival, International Meeting of Cinema, TV, Video and Multimedia de Portugal. También en 2017, Arziki fue finalista del Premio António Loja Neves por Homestay, un premio creado por la Federação Portuguesa de Cineclubes.